# Entronque de Herradura
Entronque de Herradura è un villaggio del comune di Consolación del Sur, situato nella provincia di Pinar del Río.